# Yutaro Masuda
Yutaro Masuda (født 27. marts 1985) er en japansk fodboldspiller.
Han har spillet for flere forskellige klubber i sin karriere, herunder SC Sagamihara.